# Parasalenia poehlii
Parasalenia poehlii is een zee-egel uit de familie Parasaleniidae.
De wetenschappelijke naam van de soort werd in 1887 gepubliceerd door Georg Johann Pfeffer.